# (35028) 1981 ET21
(35028) 1981 ET21 es un asteroide perteneciente al cinturón de asteroides, descubierto el 2 de marzo de 1981 por Schelte John Bus desde el Observatorio de Siding Spring, Nueva Gales del Sur, Australia.

## Designación y nombre
Designado provisionalmente como 1981 ET21.

## Características orbitales
1981 ET21 está situado a una distancia media del Sol de 2,618 ua, pudiendo alejarse hasta 3,180 ua y acercarse hasta 2,055 ua. Su excentricidad es 0,214 y la inclinación orbital 4,990 grados. Emplea 1547,42 días en completar una órbita alrededor del Sol.

## Características físicas
La magnitud absoluta de 1981 ET21 es 15,6. Tiene 1,969 km de diámetro y su albedo se estima en 0,287. 